# Aparallactus guentheri
Aparallactus guentheri là một loài rắn trong họ Atractaspididae. Loài này được Boulenger mô tả khoa học đầu tiên năm 1895.